# Ingeborg Hunzinger

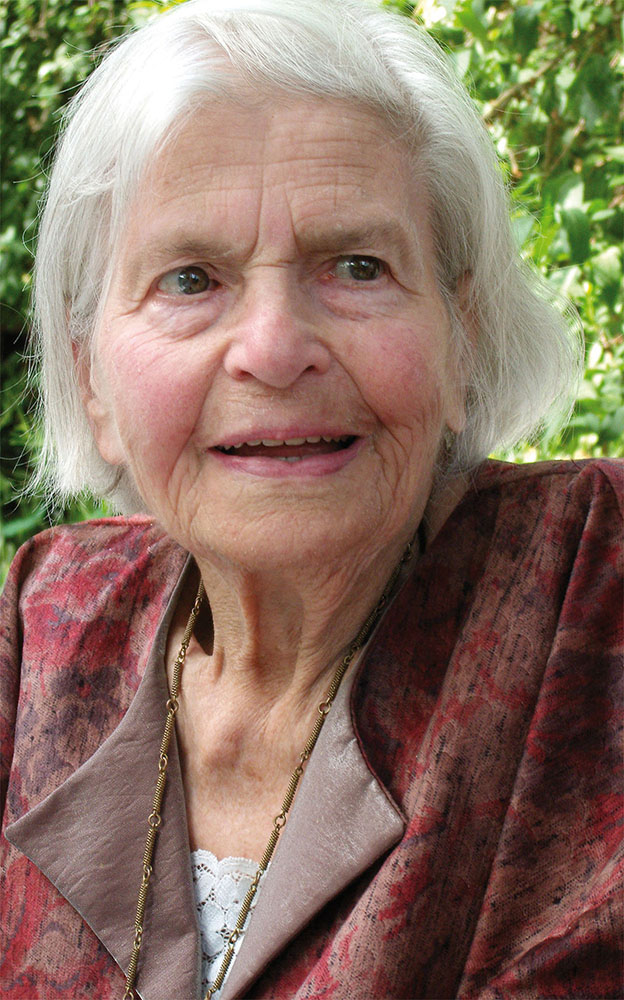
Ingeborg Hunzinger (2008)

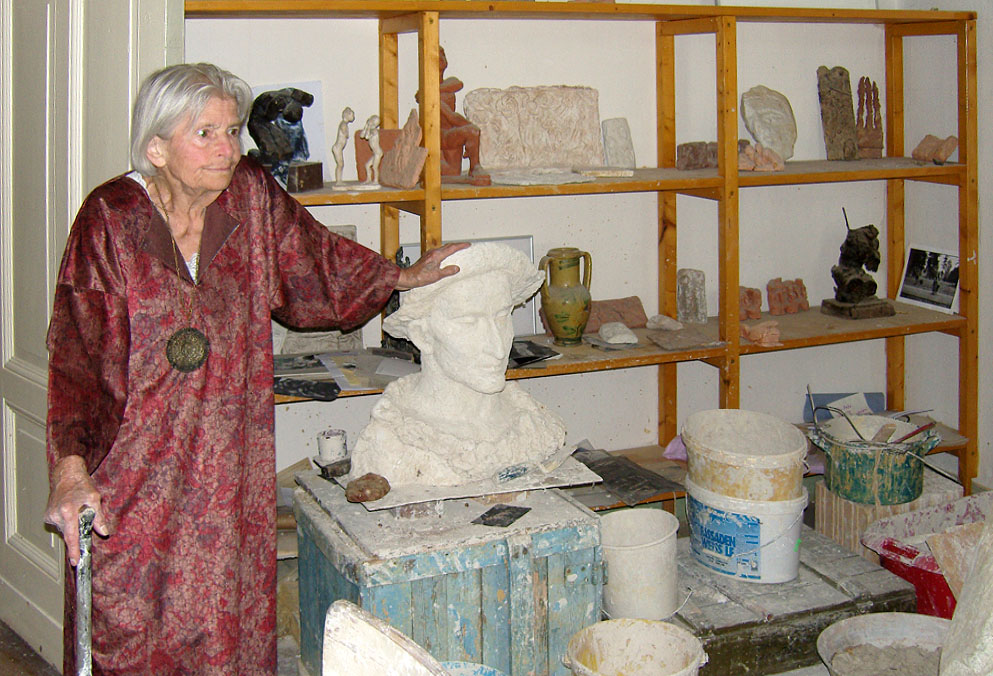
Ingeborg Hunzinger im Atelier ihres Wohnhauses, Berlin-Rahnsdorf

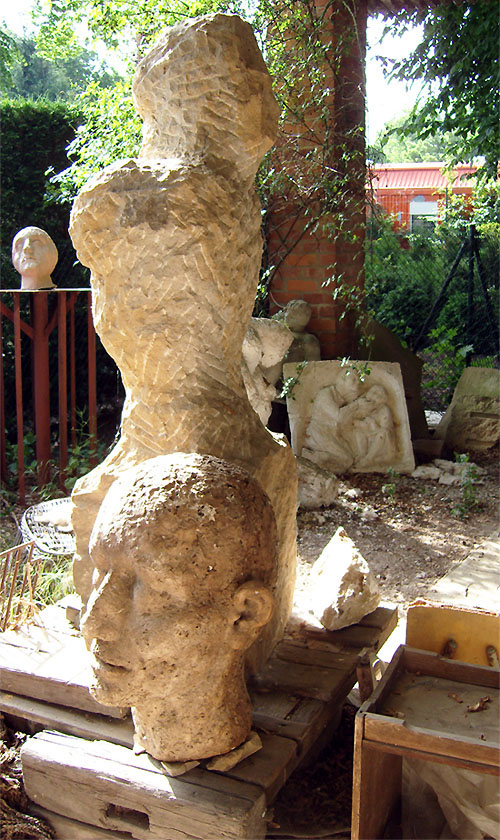
Offenes Sommeratelier der Künstlerin, Berlin-Rahnsdorf

Ingeborg Hunzinger (* 3. Februar 1915 in Berlin; † 19. Juli 2009 ebenda; geborene Franck) war eine deutsche Bildhauerin.

## Leben
Ingeborg Hunzinger war die Tochter des Chemikers Hans Heinrich Franck, die Enkelin des Malers Philipp Franck und die Großmutter der Schriftstellerin Julia Franck. Ihre Mutter war Jüdin, daher galt sie nach den nationalsozialistischen Rassengesetzen als Mischling ersten Grades. Sie trat 1932 in die Kommunistische Partei (KPD) ein. 1935 begann sie ein Studium an der Hochschule für freie und angewandte Kunst in Berlin-Charlottenburg, der späteren Universität der Künste Berlin. 1938/1939 war sie Meisterschülerin von Ludwig Kasper. Die Reichskulturkammer verbot ihr 1939 die Fortsetzung des Studiums, sie emigrierte daraufhin nach Italien.
In Florenz lernte sie den deutschen Maler Helmut Ruhmer kennen, der dort als Stipendiat der Villa Romana und später in Rom in der Villa Massimo lebte. Zuflucht fand Hunzinger auf Sizilien in der Familie eines einheimischen Malers, wohin ihr Ruhmer bald folgte. Ende 1942 kehrte sie zusammen mit ihm nach Deutschland zurück, wo sie die letzten Kriegsjahre im Hochschwarzwald verbrachten und ihnen zwei Kinder geboren wurden. Helmut Ruhmer, den Vater ihrer Kinder, durfte sie als „Halbjüdin“ nicht heiraten.
Nachdem Ruhmer in den letzten Kriegstagen an der Ostfront gefallen war, blieb Ingeborg erst einmal im Schwarzwald wohnen und verdiente ihren Lebensunterhalt mit Töpferei. Sie engagierte sich auch wieder politisch und gründete zusammen mit anderen Personen hier eine Ortsgruppe der KPD. Bei ihren Tätigkeiten lernte sie den Kommunisten und Spanienkämpfer Adolf Hunzinger kennen und lieben. Die kleine Familie zog gegen Ende des Jahres 1949 nach Ost-Berlin, wo sie heirateten und ihnen im Folgejahr ein weiteres Kind geboren wurde. Intellektuelle Meinungsverschiedenheiten führten zu ständig wachsenden Problemen, und so ließen sich Ingeborg und Adolf Hunzinger scheiden. In Berlin nahm sie wieder das Kunststudium auf, dieses Mal in der Kunsthochschule in Berlin-Weißensee. Von 1951 bis 1953 war Hunzinger Meisterschülerin von Fritz Cremer und Gustav Seitz. Nach erfolgtem Abschluss bekam sie eine Dozentenstelle an dieser Hochschule. Doch noch im gleichen Jahr eröffnete sie in Berlin-Rahnsdorf ein eigenes Atelier und arbeitete fortan als freischaffende Künstlerin. In dieser Zeit trat der Bildhauer Robert Riehl in ihr Leben, sie heirateten in den 1960er Jahren.
Kunst für jedermann wurde ihr wichtig, sie suchte und knüpfte Kontakte zu vielen Werktätigen und fand so ihre Motive. Die Erteilung zahlreicher staatlicher Aufträge sicherte ihr ein gutes Auskommen, trotzdem konnte sie viele eigene Überlegungen in die Motive und in die Ausführung mit einbringen. Ein besonderes Merkmal wurden Hunzingers eher kräftige nackte Frauenfiguren, meist aus Stein gehauen. In viele Werke flossen auch ihre Erfahrungen aus der Zeit des Nationalsozialismus mit ein.
Trotz ihrer Mitgliedschaft in der SED weigerte sie sich, sowohl die Auszeichnung Vaterländischer Verdienstorden als auch den Nationalpreis der DDR anzunehmen. In einem späteren Interview für eine Wiener Zeitung begründete sie diese Haltung nachträglich – sie hielt das „ideologische Affentheater auf dem Gebiet der Kultur und die Bevormundung“ für unwürdig. Nach der deutschen Wiedervereinigung war sie bis zu ihrem Tod Mitglied der Partei Die Linke.

## Ehrung
Am 19. Juli 2015 wurde anlässlich ihres sechsten Todestages ein Abschnitt der Straße nach Fichtenau in Berlin-Rahnsdorf in Ingeborg-Hunzinger-Straße umbenannt.

## Bildnerische Darstellung der Künstlerin
- Christian Borchert: Die Bildhauerin Ingeborg Hunzinger neben einem ihrer Werke (Fotografie, 1975)[7]

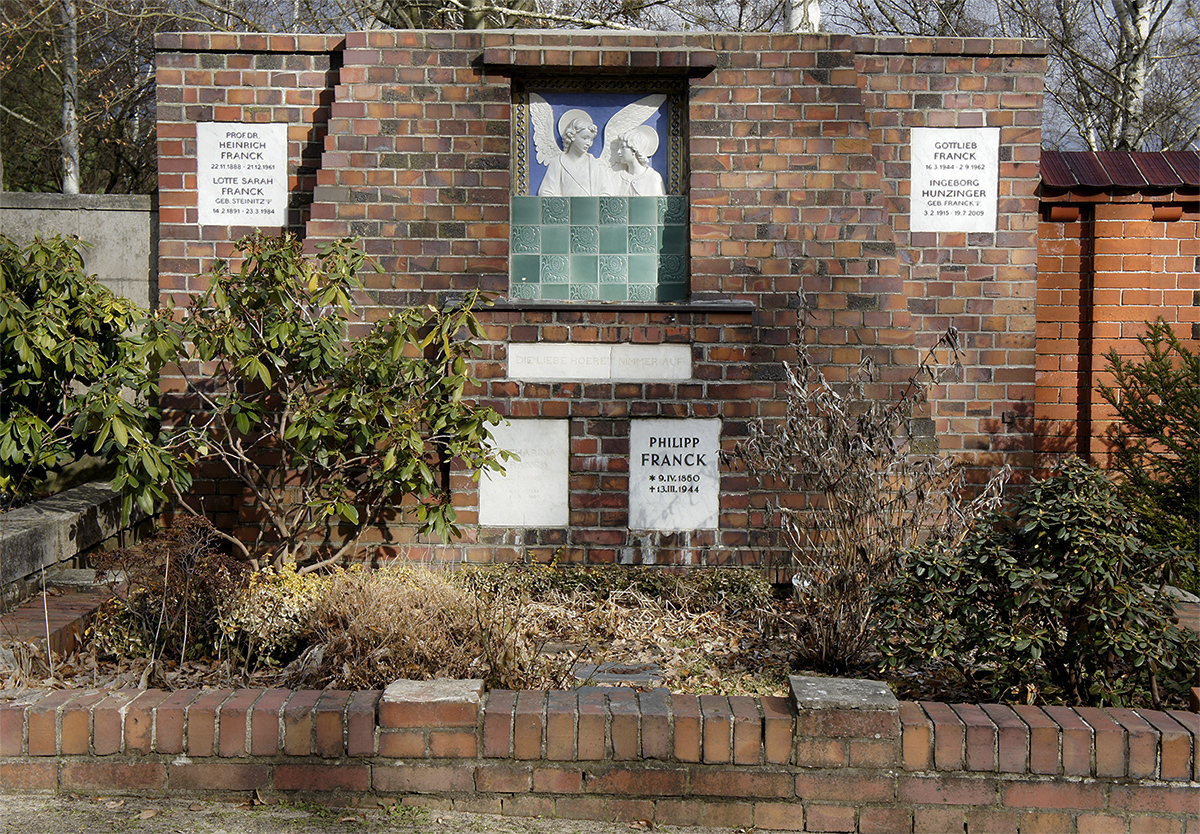
Grab im Familiengrab Franck, Alter Friedhof Wannsee, Berlin

## Werke (Auswahl)
- Das Werden (Skulptur, Sandstein, 120 × 80 × 45 cm; im Bestand der Berlinischen Galerie)
- Hockender (Skulptur, Bronze, 53 × 21 × 35 cm; im Bestand der Berlinischen Galerie)
- 1958: Vater und Kind, Müggelpark, Berlin-Friedrichshagen, Josef-Nawrocki-Straße
- 1959: Mutter mit Kindern, Sandstein, im Auerdreieck, Berlin-Friedrichshain
- 1959: Laienspiel, Bronze-Relief, Waldsiedlung Bernau[8]
- 1959: Studierende Arbeiterin, Bronze-Relief, Kunstmuseum Moritzburg Halle (Saale), Plastik-Park Leuna
- 1955–1965: Plastische Arbeiten für die Leunawerke[2]
- 1961: Stehendes Mädchen, Bronze, Kunstmuseum Moritzburg Halle (Saale), Plastik-Park Leuna
- 1962: Tanzpaar (Plastik, Bronze; Freundschaftsinsel Potsdam)[9]
- 1964: Künstlerischer Tanz, Leipzig, Bayrischer Platz
- 1966: Tugenden und Laster des Sozialismus, Terrakotta-Relief im Funkwerk Köpenick, Berlin-Köpenick, Wendenschloßstraße 142
- 1970: Stürzende, Sandstein; für die Opfer des Todesmarsches des KZ Sachsenhausen vom April 1945 in Parchim in einer Parkanlage zwischen Goetheschule und Krankenhaus
- 1974: Die Erde, Monbijoupark, Berlin-Mitte und im Ostseebad Wustrow, Strandstraße
- 1979: Frauen, Sandstein; Gesamthöhe mit Sockel 1,90 m, Berlin-Marzahn, Quartier Südspitze, Märkische Allee 68[10]
- 1979: Mutter und Kind, Sandstein, Museum der Stadt Parchim (ursprünglicher Standort: Mönchhof Parchim)
- 1980: Die Sinnende, Schlosspark Alt-Biesdorf, Berlin-Biesdorf
- 1982: Jugend oder Der Jüngling, Sandstein, Gesamthöhe der Figur plus Sockel 3,50 m, Berlin-Marzahn, Quartier Erholungspark, Schragenfeldstraße
 Zusammen mit Der Jüngling ist hier in der Grünanlage Bäckerpfuhl das Thema Lebensalter gestaltet worden.[11]
- 1985: Die Geschlagene, Berlin-Marzahn, Marzahner Promenade[12]
- 1985: Sich Aufrichtende, Berlin-Marzahn, Marzahner Promenade[12]
- 1985: Älteres Paar, Sandstein, Gesamthöhe mit Sockel 2,50 m, Berlin-Marzahn, Quartier Erholungspark,
- 1987: Die sich Erhebende, vor dem Rathaus Köpenick, Berlin-Köpenick
Im Jahr 2015 ließ das Bezirksamt die Skulptur reinigen und wollte sie danach ursprünglich an einem weniger frequentierten Ort wieder aufstellen, dem Bellevuepark. Doch im August wurde entschieden, sie wieder am alten Standort, dem Luisenhain zu platzieren.[13] Nach einer erneuten Beschädigung – ein Arm wurde abgebrochen – hat das Bezirksamt Treptow-Köpenick die Plastik am 11. Juni 2020 abbauen und in einem Depot des Fachbereichs Grün einlagern lassen.[14]
- 1988–1995: Paar, im Jahr 2003 aufgestellt, Berlin-Marzahn, Gärten der Welt.
Die Sandsteingruppe (ein am Boden sitzender Mann, aus dessen Umarmung sich die Frau löst und fortgeht) war ein Geschenk der Künstlerin an den Bezirk.[15]
- 1991: Die Sphinx, bei Mutter Fourage, Berlin-Wannsee, Chausseestraße 15a
- 1991: Sich Befreiender, Berlin-Marzahn, Marzahner Promenade
 Die drei Figuren Die Geschlagene, Die sich Aufrichtende und Der sich Befreiende bilden zusammen das Denkmal für Kommunisten und antifaschistische Widerstandskämpfer, das über eine Treppenanlage wahrgenommen werden soll.[12]
- 1993: Umschlungenes Paar, im Hof der Gedenkstätte Köpenicker Blutwoche Juni 1933, Berlin-Köpenick, Puchanstraße 12
- 1995: Block der Frauen, Rosenstraße in Berlin-Mitte; zum Gedenken an den Rosenstraßen-Protest
- 1996: Keramikreliefs zur Ehren von Karl Liebknecht und Mathilde Jacob am Eingang vom Verlagsgebäude Neues Deutschland, Berlin; 2022 Umzug zum Felsenkeller in Leipzig[16]
- 1996: Älteres Paar, im Park Püttbergeweg, Berlin-Rahnsdorf
- 1997: Pegasus, hinter der Strandhalle Ahrenshoop
- 1998: Der Sizilianische Traum, im Hotel Alexander Plaza, Berlin-Mitte
- 1998: Der Klang, im Schauspielhaus Gendarmenmarkt, Berlin-Mitte
- 1999: Die böse Wolke, hinter der Dorfkirche, Berlin-Rahnsdorf, Dorfstraße

## Werke (Fotos)

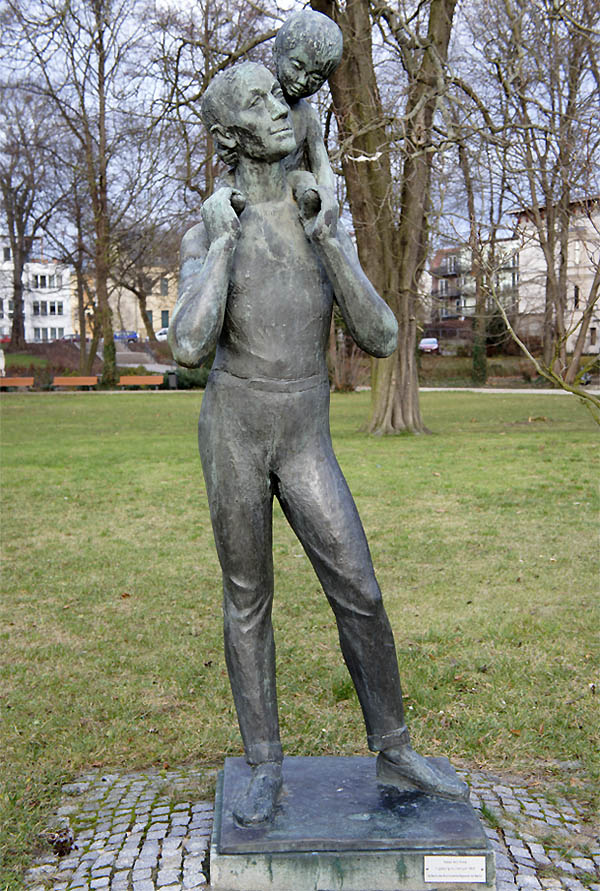
Vater und Kind, 1958, Müggelpark Berlin-Friedrichshagen
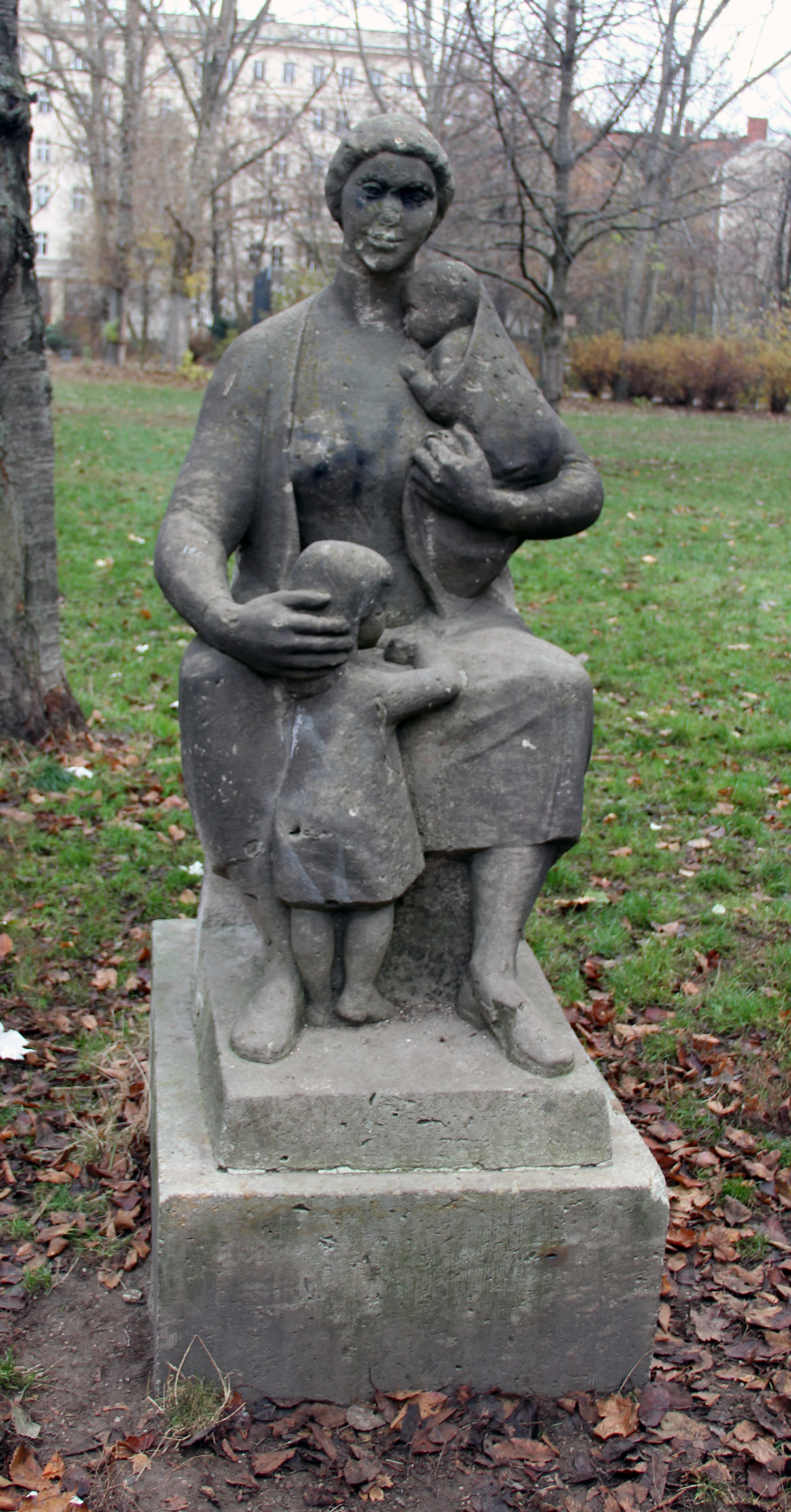
Mutter mit Kindern, 1959, Auerpark Berlin-Friedrichshain
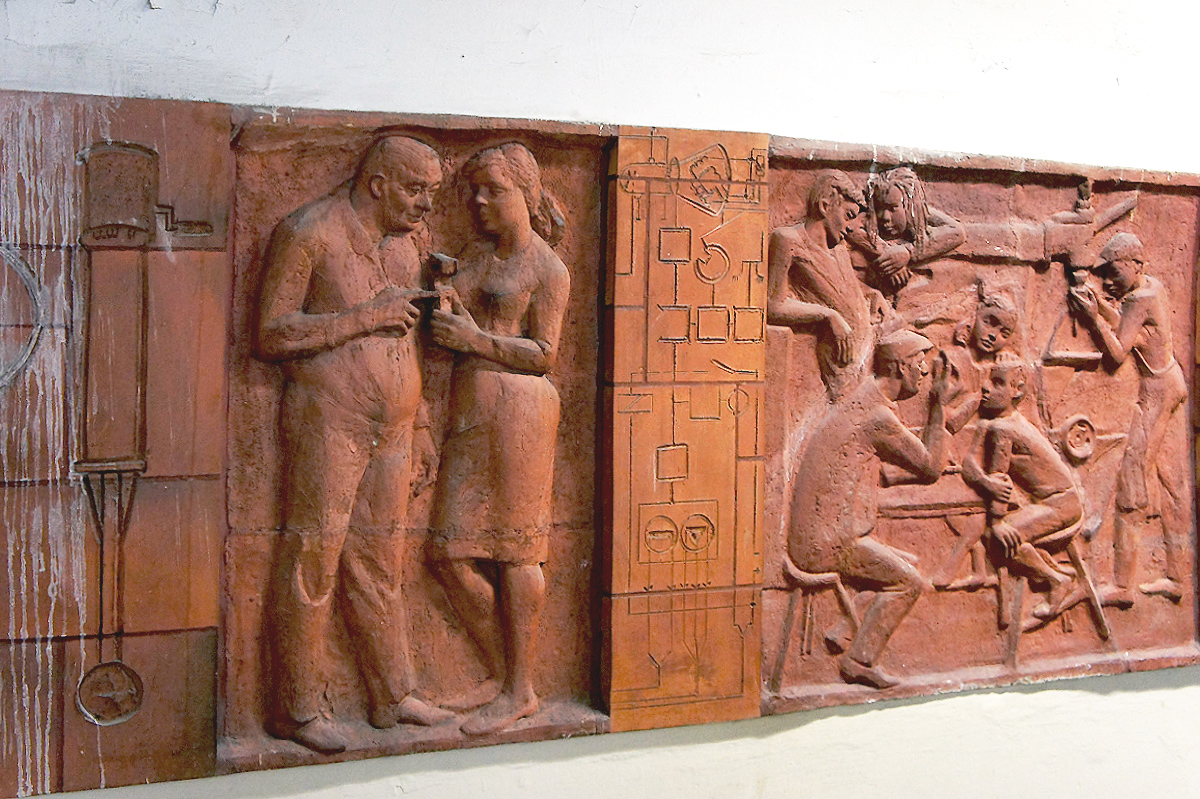
Tugenden und Laster des Sozialismus, 1966, Funkwerk Berlin-Köpenick
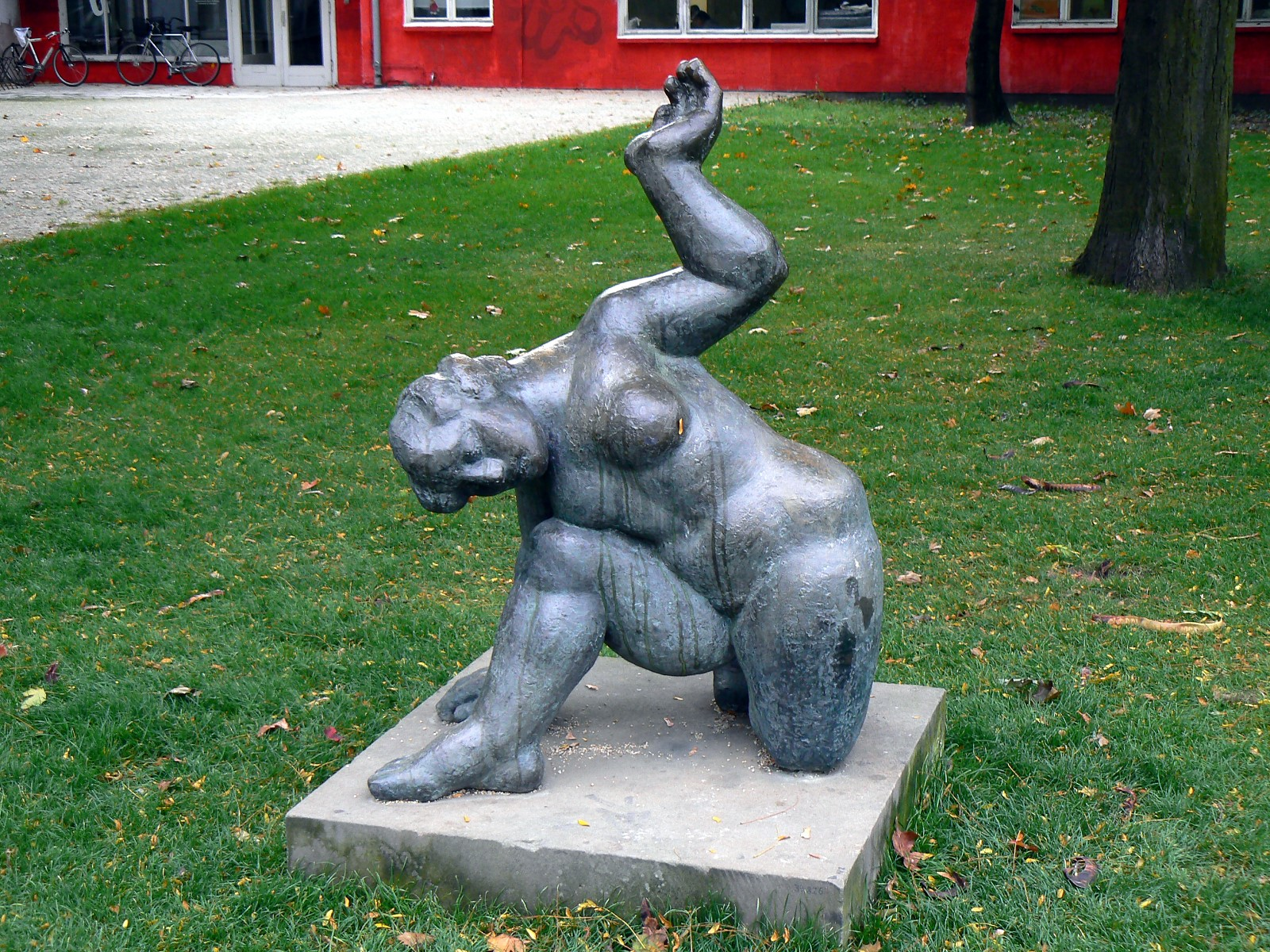
Die Erde, 1974, (Monbijoupark in Berlin)
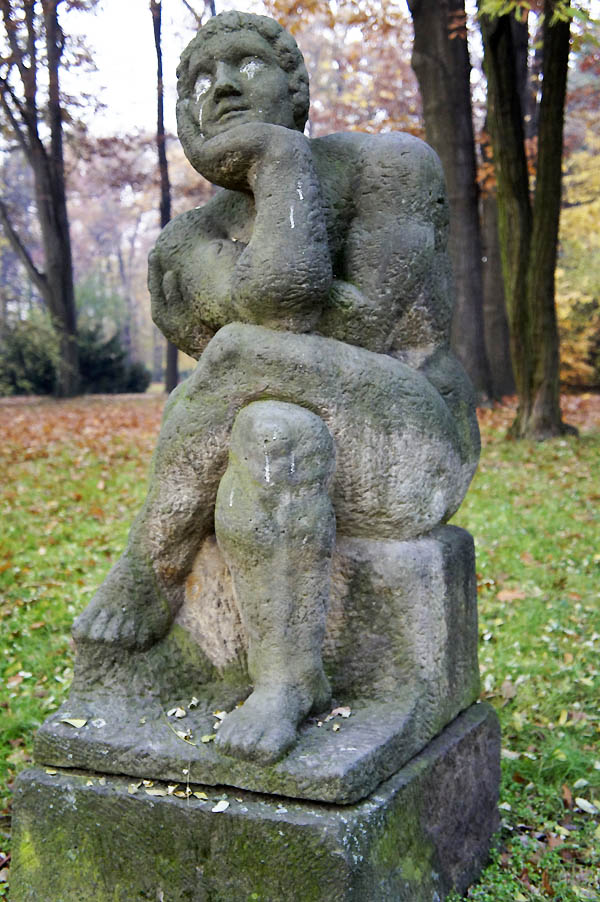
Die Sinnende, 1980, Schlosspark Biesdorf Berlin-Marzahn
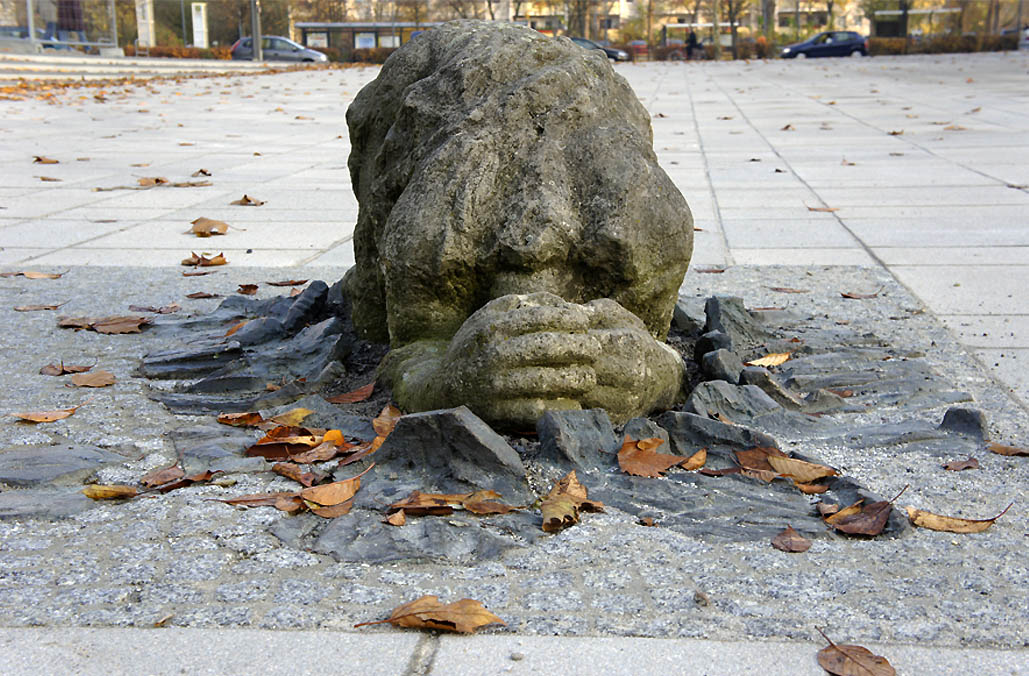
Die Geschlagene, 1985, Marzahner Promenade Berlin-Marzahn
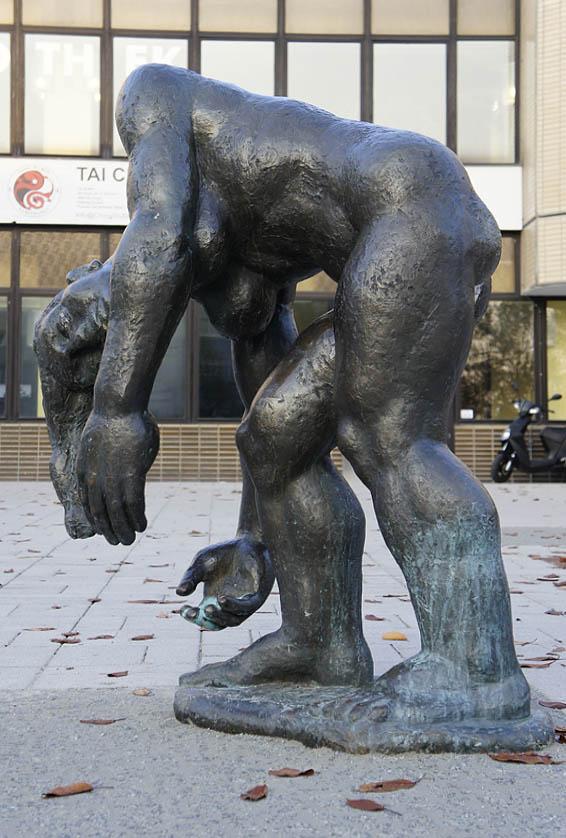
Sich Aufrichtende, 1985, Marzahner Promenade Berlin-Marzahn
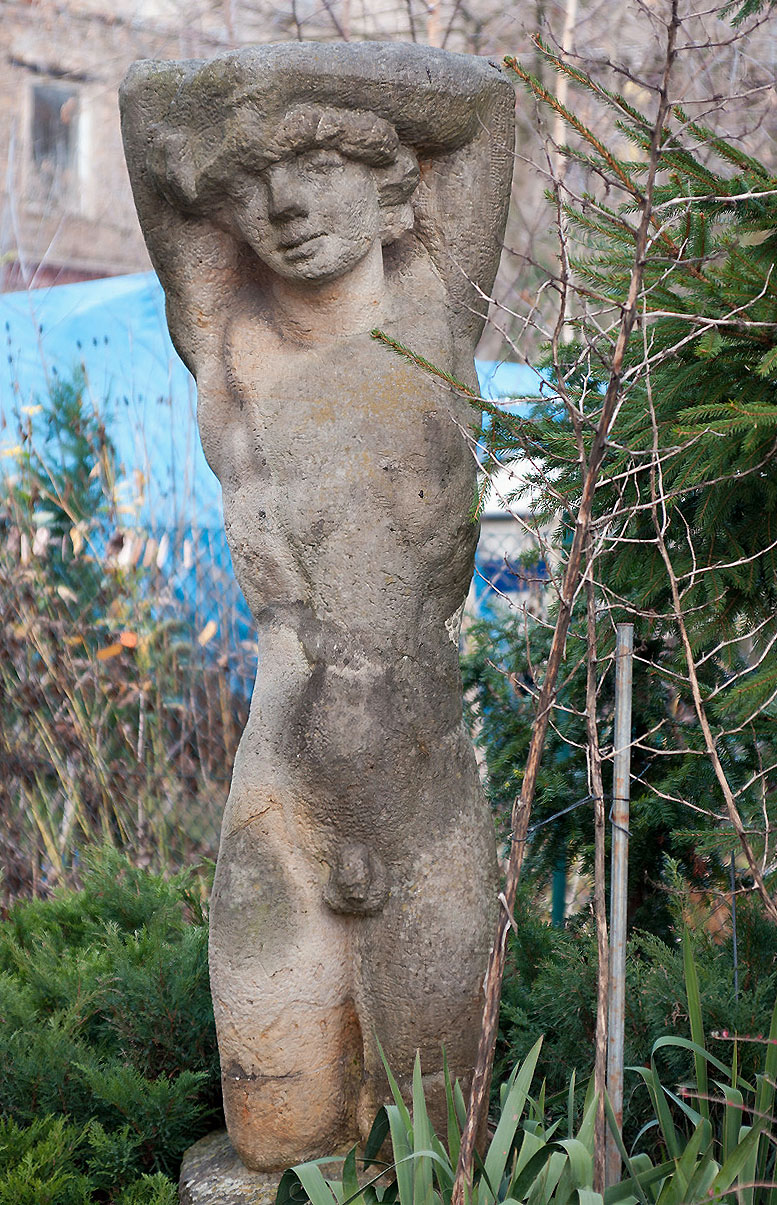
Der Knabe, 1986, Gartencenter Fürstenwalder Allee Berlin-Rahnsdorf
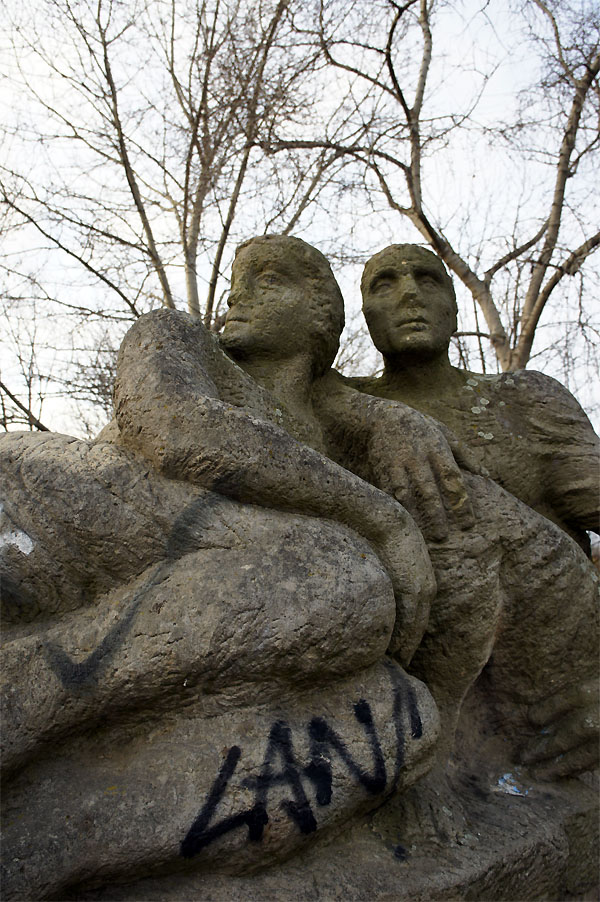
Paar-Alter (Detail), 1987, Schragenfeldstraße Berlin-Marzahn
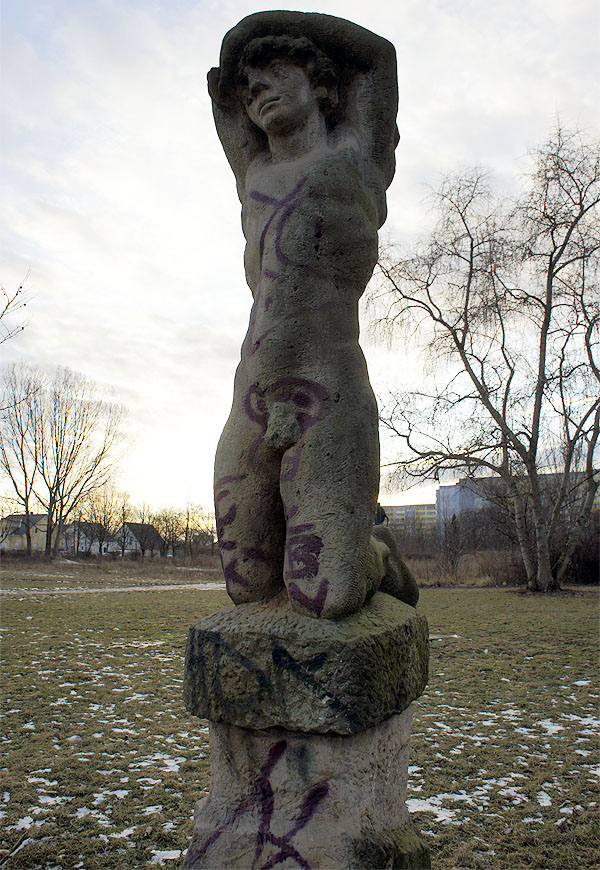
Der Jüngling, 1987, Schragenfeldstraße Berlin-Marzahn
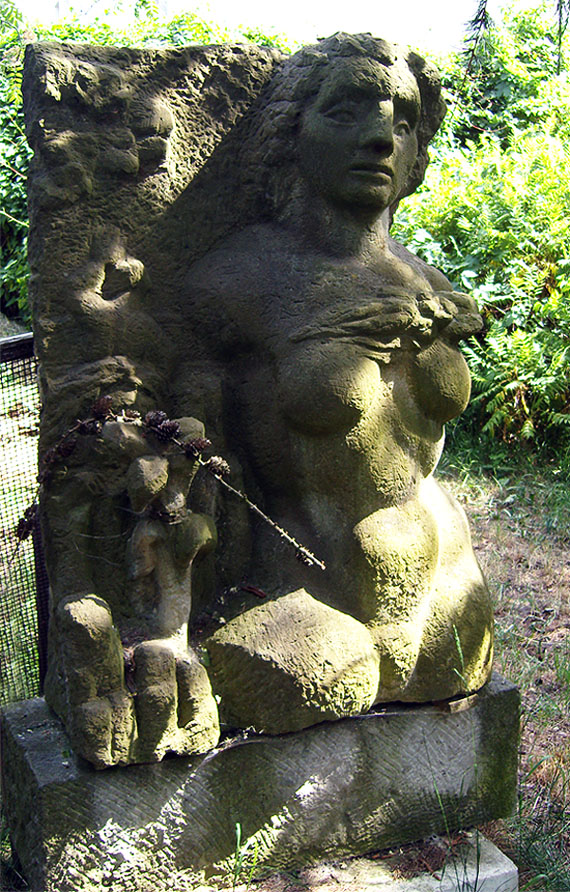
Werden, 1987, Garten der Künstlerin Berlin-Rahnsdorf
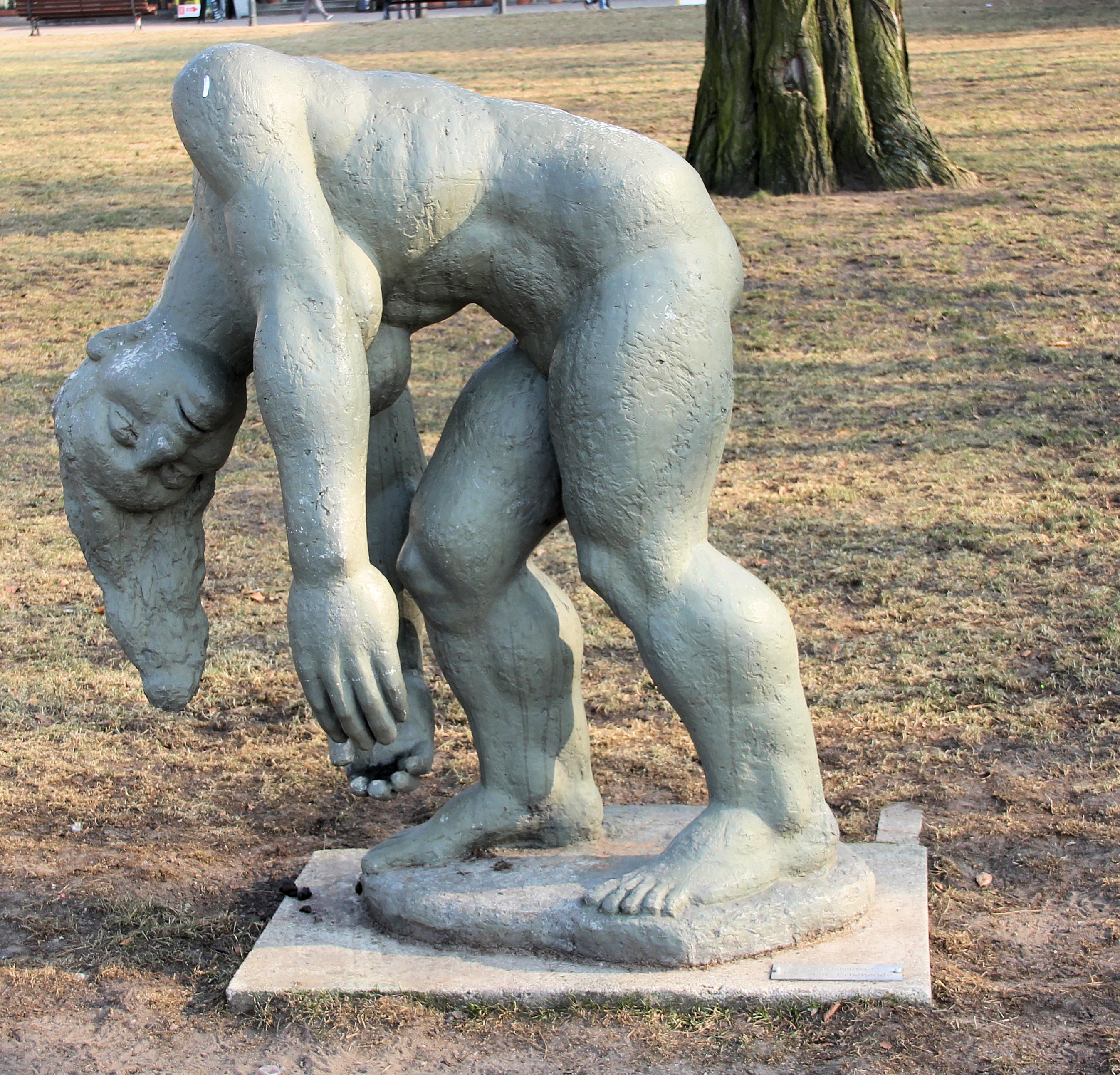
Die-sich-Erhebende, 1987, Luisenhain Berlin-Köpenick
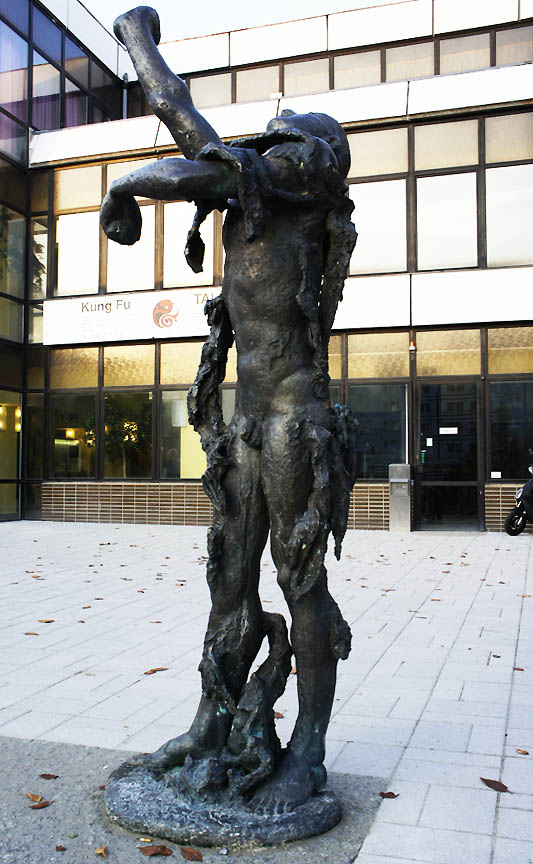
Sich Befreiender, 1991, Marzahner Promenade Berlin-Marzahn
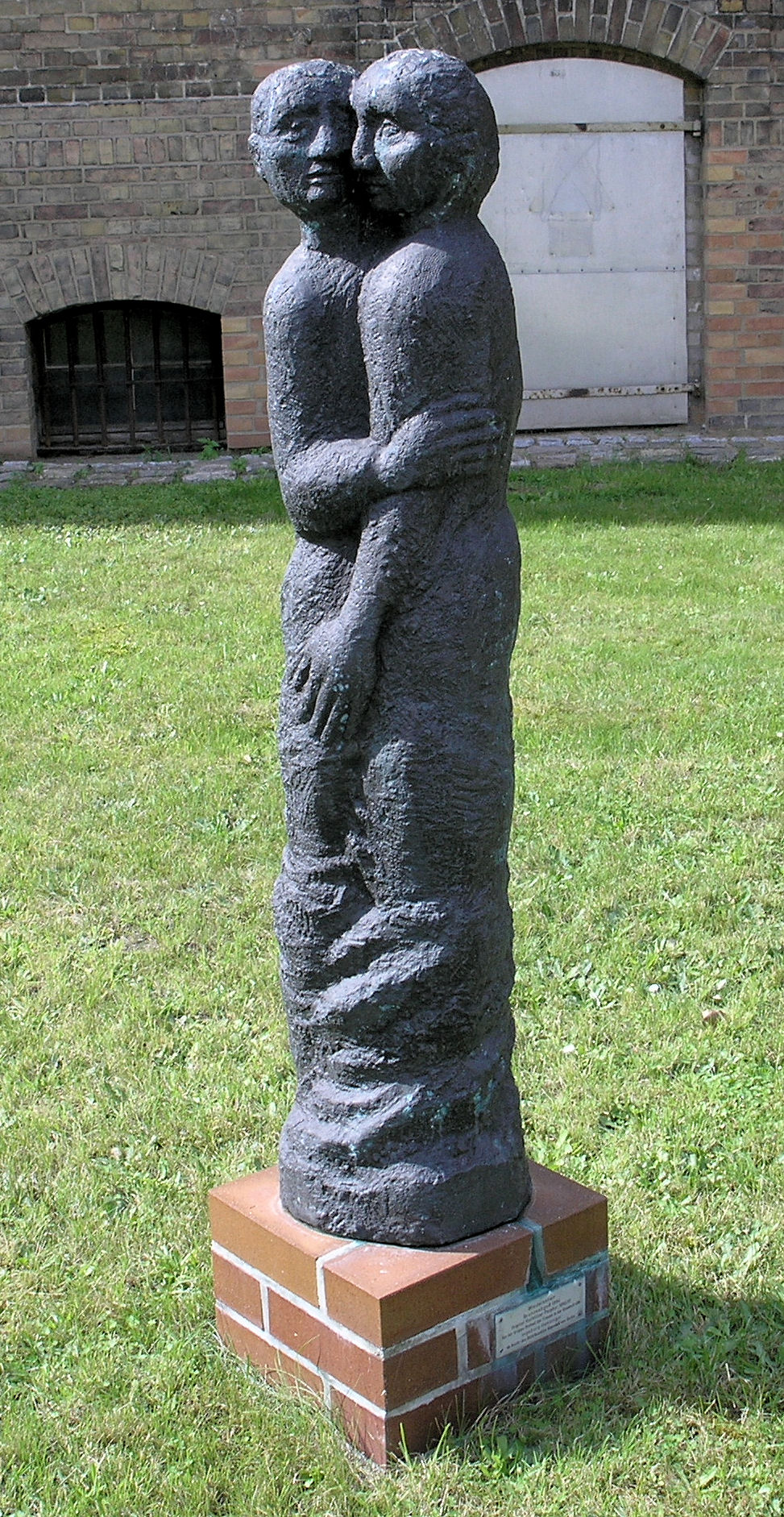
Umschlungenes Paar, 1993, Puchanstraße 12 Berlin-Köpenick
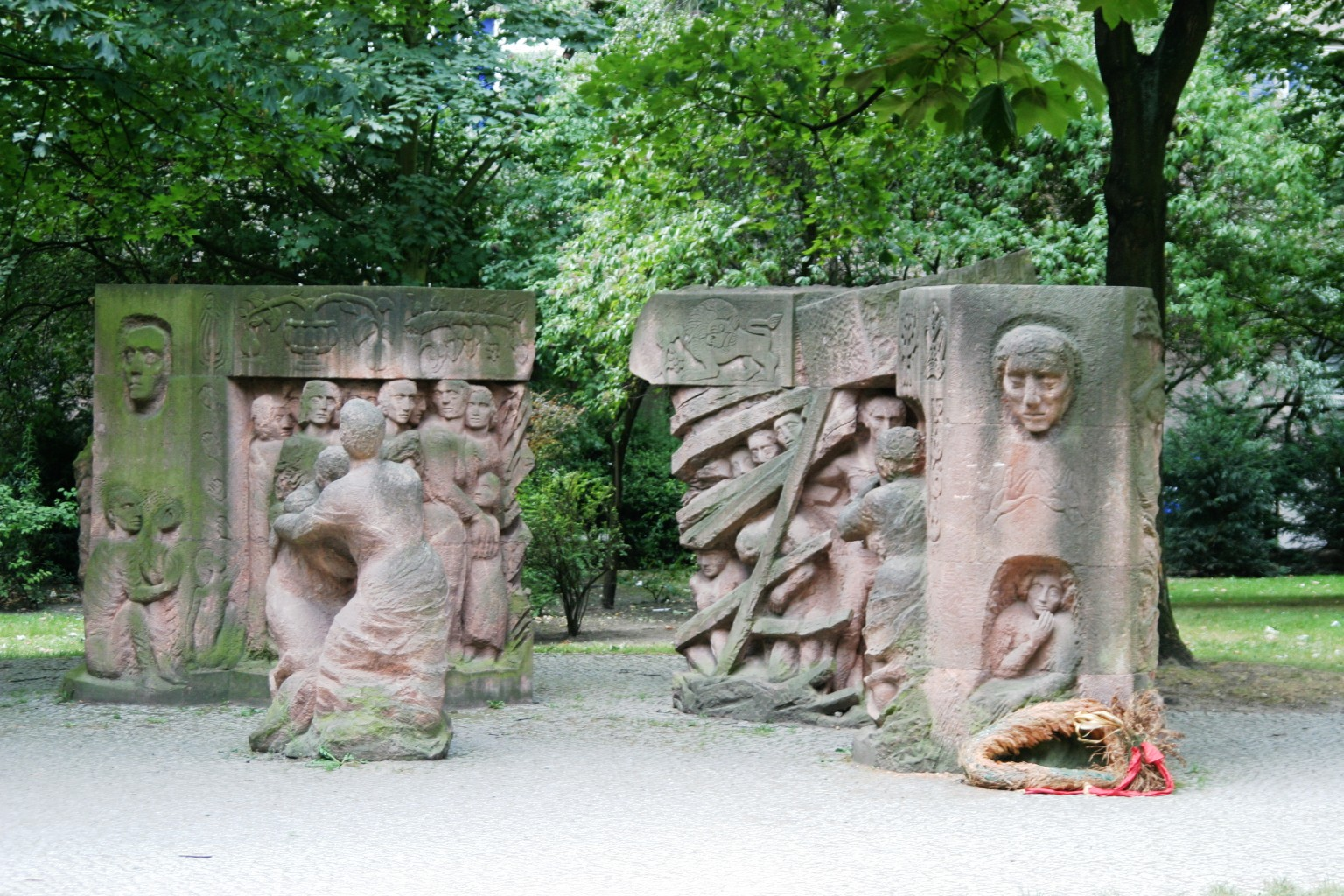
Block der Frauen, 1995
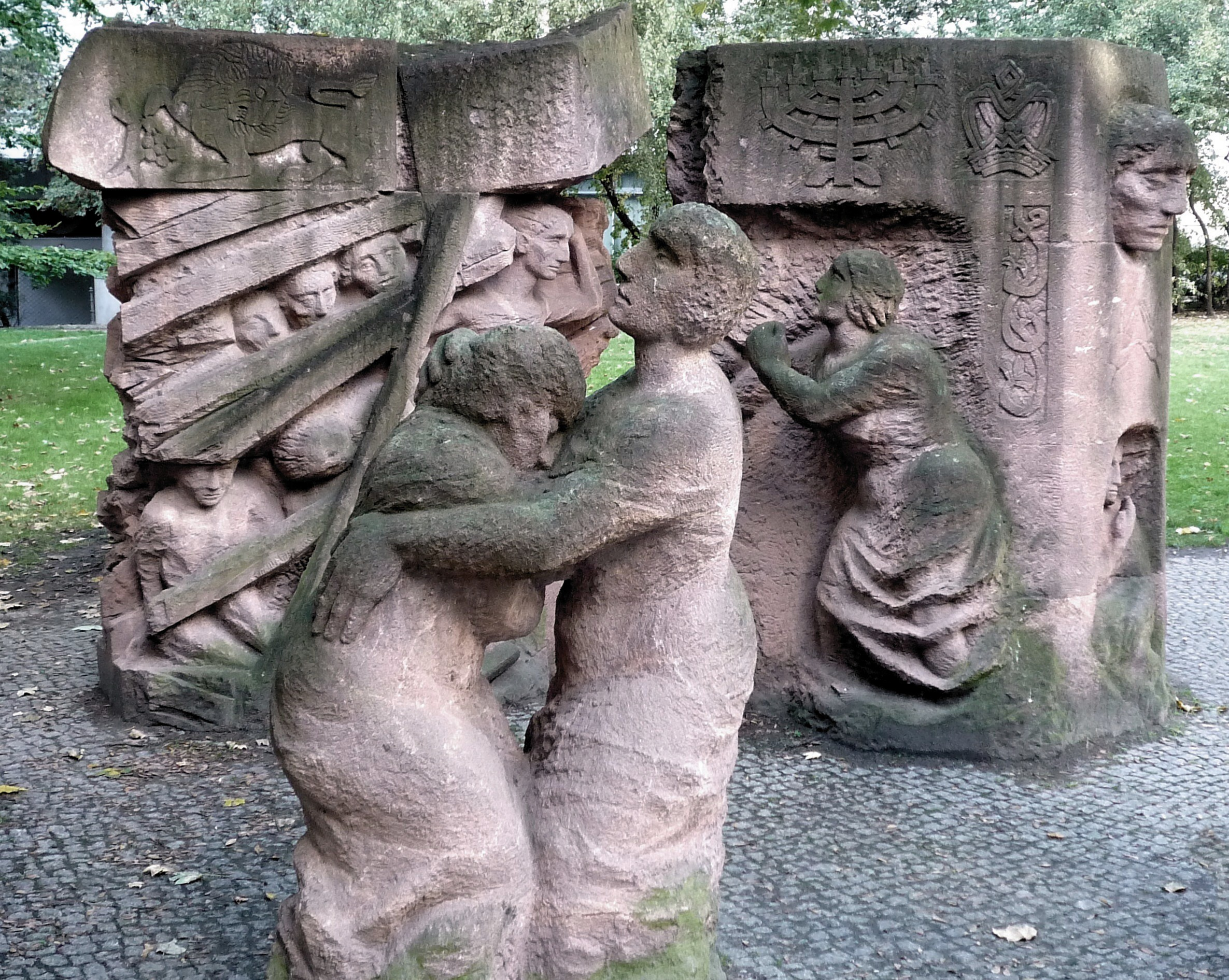
Block der Frauen, 1995, Teilansicht
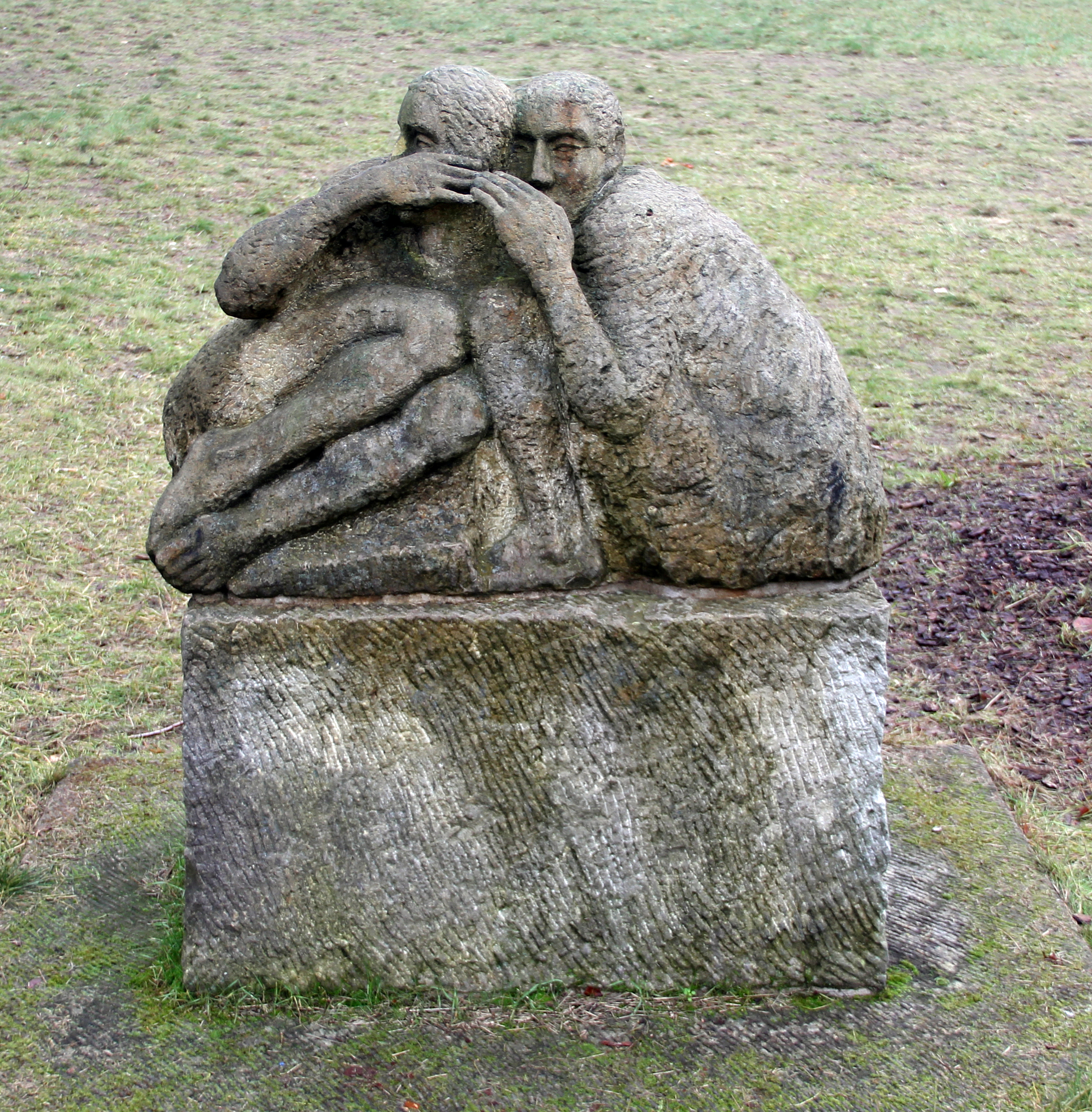
Älteres Paar, 1996, Berlin-Rahnsdorf
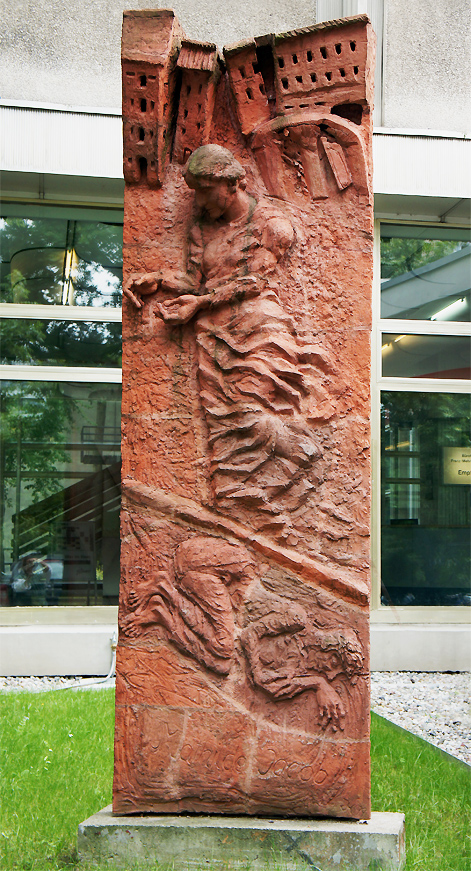
Gedenken an Mathilde Jacob, 1998, Franz-Mehring-Platz Berlin-Friedrichshain
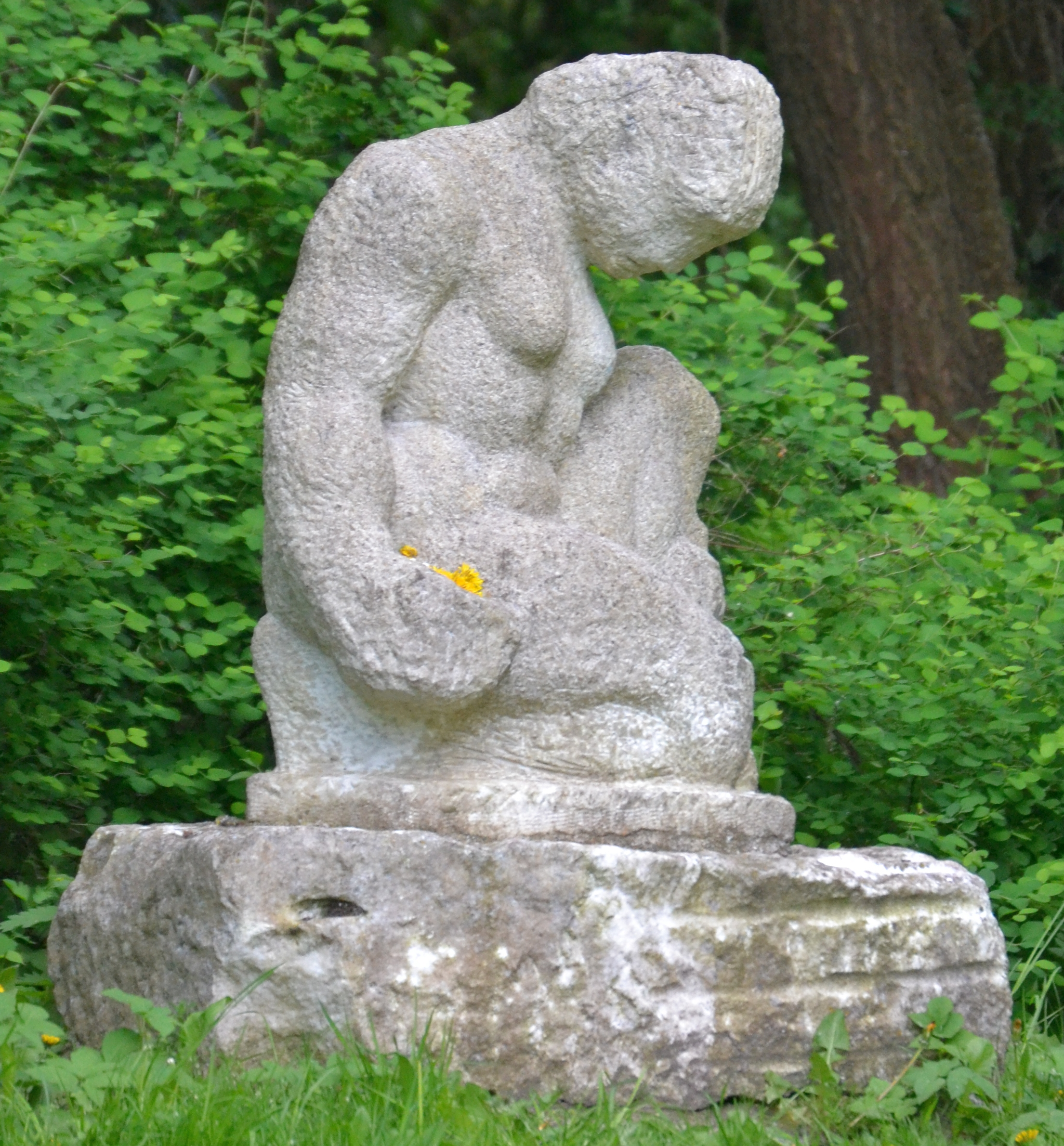
Die Unvollendete, Kleiner-Spreewald-Park Schöneiche
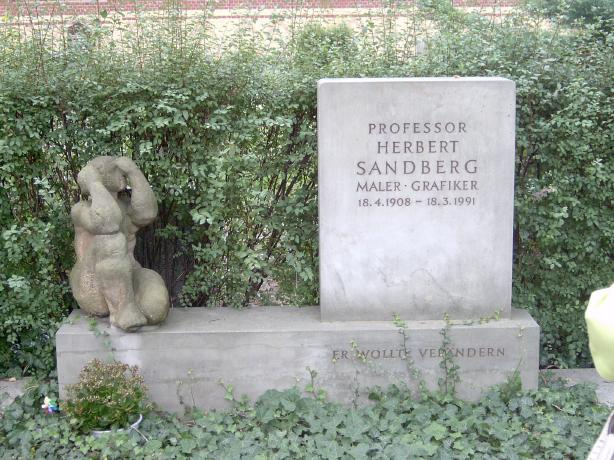
Trauernde Frau, auf dem Grab von Herbert Sandberg
Miteinander, Bronzeplastik bei Wustrow (Fischland)

## Veröffentlichungen als Autorin
- Pariser Salon der jungen Skulptur. Eindrücke einer Bildhauerin. In: Bildende Kunst. Berlin 1980, S. 216–219.
- Sie legen die Finger auf die Wunden. Bemerkungen zu einigen italienischen Bildhauern. In: Bildende Kunst. Berlin 1983, S. 282–284.

## Ausstellungen (unvollständig)

### Einzelausstellungen
- 1982: Berlin, Klub der Kulturschaffenden „Johannes R. Becher“ (Plastik und Zeichnungen. Neue Versuche)
- 1990: Leipzig, Galerie Wort und Werk
- 1990: Berlin, Galerie Mitte (Plastik)
- 2015: Berlin-Adlershof, Galerie Alte Schule (Ingeborg Hunzinger. Werke aus 50 Jahren)

### Teilnahme an zentralen und wichtigen regionalen Ausstellungen in der DDR
- 1951: Berlin, Museumsbau am Kupfergraben (Künstler schaffen für den Frieden)
- 1952: Bautzen, Görlitz und Zittau (Wanderausstellung „Berliner Künstler“)
- 1953/1954, 1982/1933 und 1987/1988: Dresden, Deutsche Kunstausstellung bzw. Kunstausstellung der DDR
- 1954: Leipzig, Bezirkskunstausstellung
- 1954 bis 1989: Berlin, acht Bezirkskunstausstellungen
- 1967: Berlin, Akademie der Künste der DDR („Meisterschüler der DAK“)
- 1968: Halle/Saale („Sieger der Geschichte“)
- 1969: Rostock, Zoologischer Garten (Plastik im Zoo)
- 1971: Berlin, Altes Museum (Das Antlitz der Arbeiterklasse in der bildenden Kunst der DDR)
- 1973, 1975, 1980 und 1982: Berlin (Plastik und Blumen)
- 1975: Wanderausstellung Kleinplastik und Grafik
- 1979: Berlin, Altes Museum (Jugend in der Kunst)
- 1980: Berlin („Retrospektive Berlin“)
- 1985: Erfurt, Gelände der Internationalen Gartenbauausstellung (Künstler im Bündnis)
- 1987: Dresden, Galerie Rähnitzgasse (Wirklichkeit und Bildhauerzeichnung)